# 小行星2606
小行星2606（2606 Odessa）是一颗围绕太阳公转的小行星。1976年4月1日，尼古拉·切爾尼赫在克里米亚发现了此天体。
該小行星以烏克蘭的城市敖德薩命名。
这颗小行星的绝对星等为353.1913772814022等。